# Villeneuve-la-Dondagre
Villeneuve-la-Dondagre – miejscowość i gmina we Francji, w regionie Burgundia-Franche-Comté, w departamencie Yonne.
Według danych na rok 1990 gminę zamieszkiwało 170 osób, a gęstość zaludnienia wynosiła 12 osób/km² (wśród 2044 gmin Burgundii Villeneuve-la-Dondagre plasuje się na 741. miejscu pod względem liczby ludności, natomiast pod względem powierzchni na miejscu 689.).